# 삼례수도산공원
삼례수도산공원(參禮修道山公園, Samrye Sudosan Park)은 대한민국 전북특별자치도 완주군에 있는 공원 및 스포츠 시설이다. 축구 경기장, 그라운드 골프장, 산책로 등이 조성되어 있다.

## 참고 문헌
- 《전국 공공체육 시설 현황 (2017년말 기준)》. 대한민국 문화체육관광부. 2019.
- 《완주군 체육시설 현황 (2019년 1월 기준)》. 완주군청. 2019.